# Chrysopa corsica
Chrysopa corsica là một loài côn trùng trong họ Chrysopidae thuộc bộ Neuroptera. Loài này được Hagen miêu tả năm 1864.